# 艾濟拉勒
31°58′1″N 6°34′10″W / 31.96694°N 6.56944°W

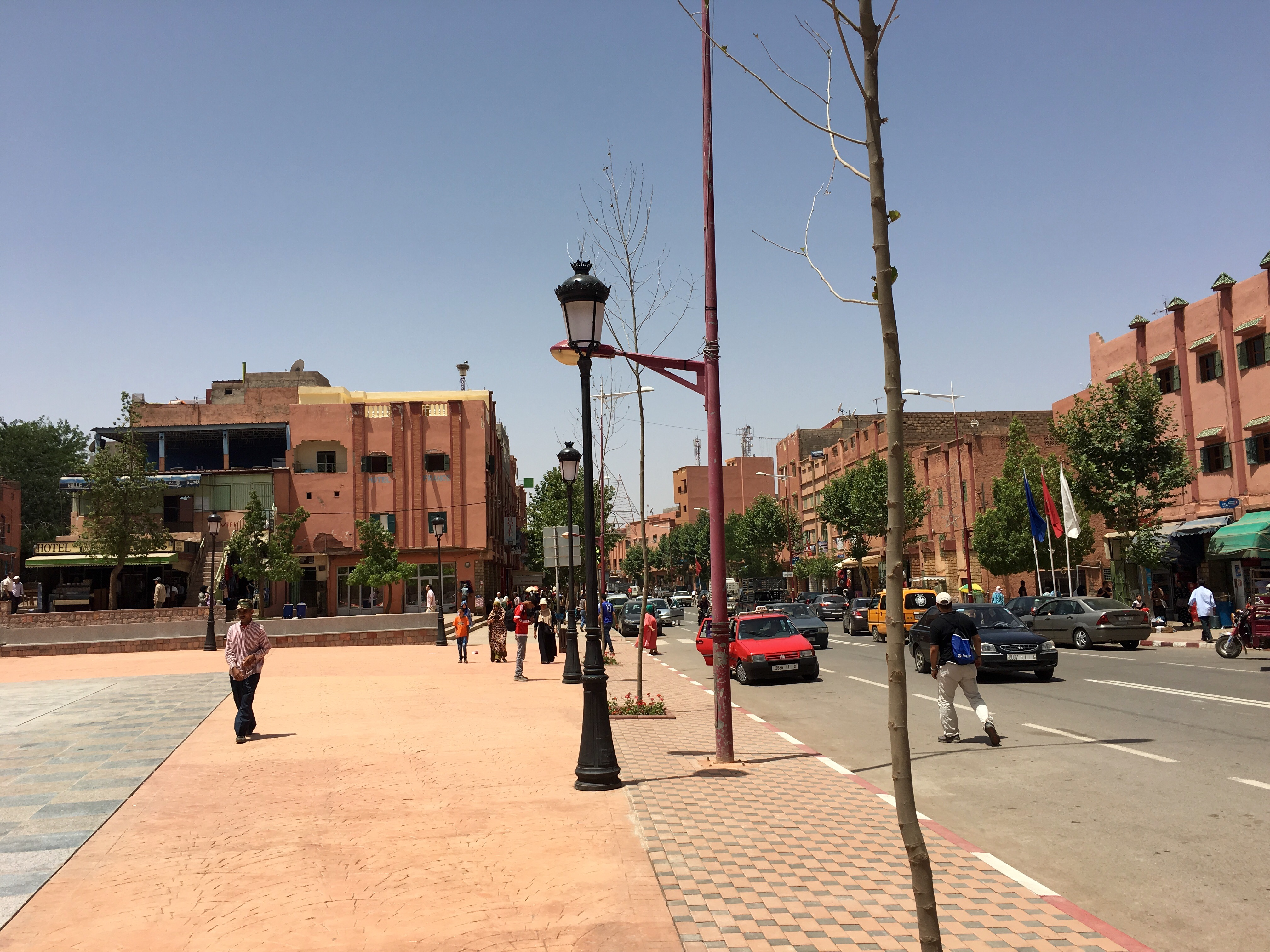
艾濟拉勒

艾濟拉勒（阿拉伯语：‎）是摩洛哥的城鎮，位於該國北部，由貝尼邁拉勒-海尼夫拉大區負責管轄，是艾濟拉勒省的首府，距離馬拉喀什165公里，面積47平方公里，海拔高度1,351米，2006年人口30,023，人口密度每平方公里639人。